# Giusto da Urbino
Iacopo Curtopassi, meglio noto come Giusto da Urbino (Matraia, 1814 – Khartum, 1865), è stato un missionario italiano.
Cappuccino e missionario in Abissinia, scrisse due trattati di teismo aconfessionale in lingua Ge'ez, spacciandoli per opere abissine del XVII secolo. I due trattati furono ritenuti autentici per molto tempo.